# Expédition de Al Raji
L’Expédition de al Raji, survint directement après la Bataille de Uhud au cours de l’année 4 A.H du calendrier Islamique,.